# Werner Schneeberger
Werner Schneeberger (n. mileniul II) este un trăgător de tir ce a reprezentat Elveția, medaliat olimpic. A participat la o ediție a Jocurilor Olimpice (1920) în care a câștigat o medalie de bronz.

## Participări
Lista de mai jos prezintă principalele competiții la care a participat Werner Schneeberger de-a lungul carierei.
- shooting at the 1920 Summer Olympics – men's 300 and 600 metre team military rifle, prone[*]